# Allobremeria plurilineata
Allobremeria plurilineata är en fjärilsart som beskrevs av Alberti 1954. Allobremeria plurilineata ingår i släktet Allobremeria och familjen bastardsvärmare. Inga underarter finns listade i Catalogue of Life.